# Oružana pobuna
Oružana pobuna je nasilna politička akcija protiv tijela državne vlasti ili okupator. 
Pobunjenici mogu imati cilj provođenja revolucije ili samo promjenu vrha vlasti; mogu nastojati odcijepiti dio teritorija neke države ili osloboditi zemlju od okupatora.
Oružane pobune se u pravilu provode pomoću gerilskog ratovanja, prvenstveno u ruralnim područjima.